# Тьо

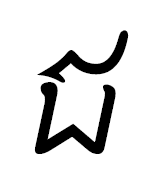
Тьо (кхмерская буква)

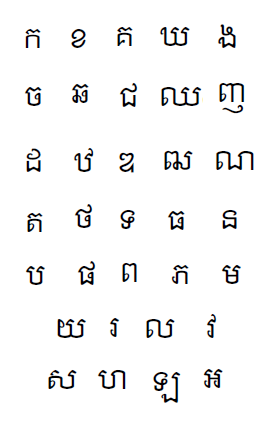

Тьо — восьмая буква кхмерского алфавита, в слоге может быть только в составе инициали, обозначает глухую альвеолярно-палатальную аффрикату, по стилю огласовки относится к «группе О».  В проекции на слова санскритского и палийского происхождения соответствует звонкой постальвеолярной аффрикате.

Сравнение начертаний сходных букв в кхмерском и балийском алфавитах
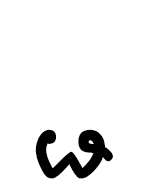
Тьенг тьо (кхмерский)
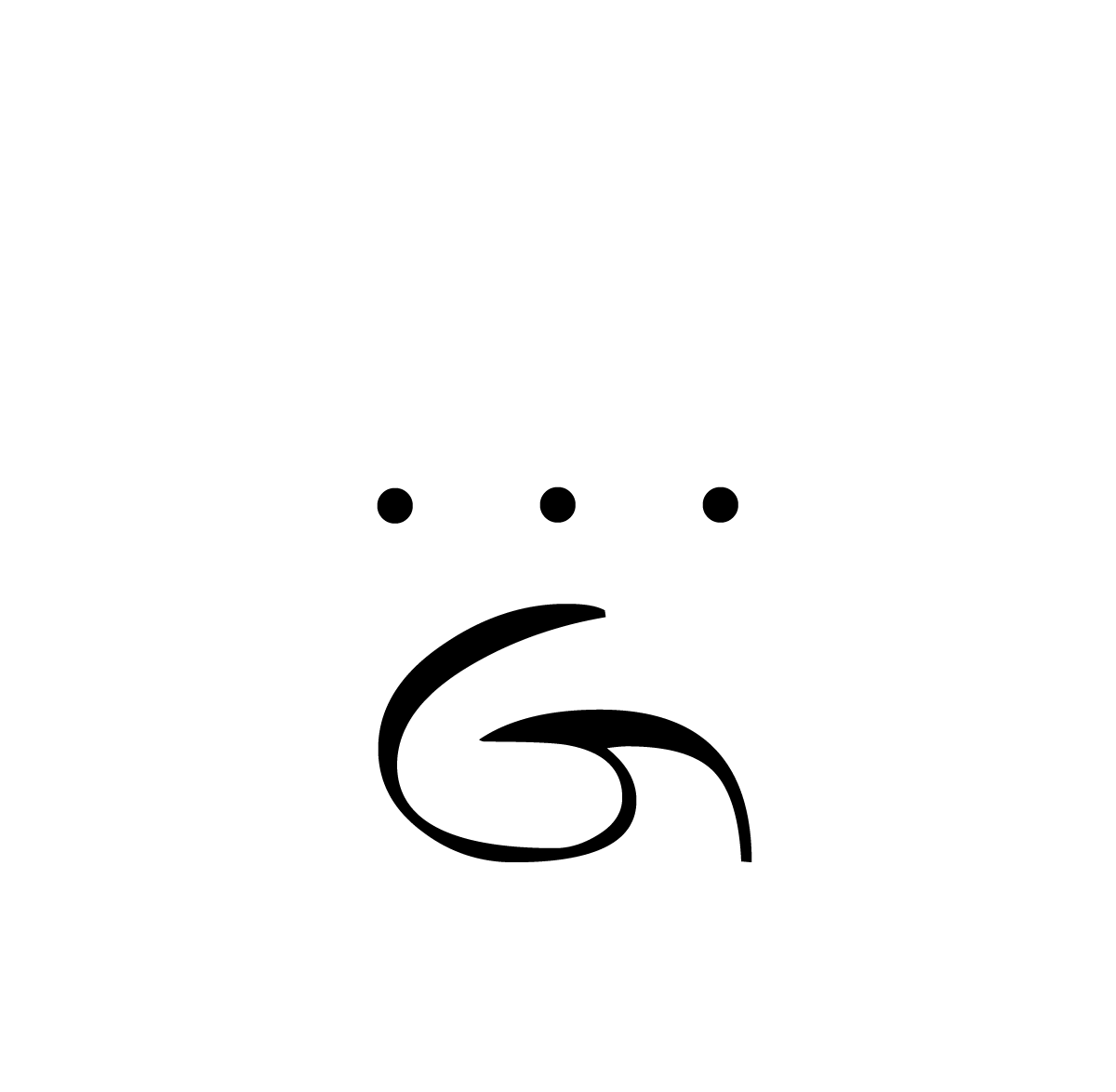
Гантунган джа (бали)